# Заболоцкий, Василий Иванович Бражник
Васи́лий Ива́нович Заболо́тский по прозванию Бра́жник — воевода во времена правления Ивана III Васильевича.
Сын Ивана Гавриловича.

## Биография
В 1491 году третий воевода, послан на Югорскую землю и на вогуличей, коих покорил и землю их с городами завоевал.
В 1492 и 1495 годах был с Государём в Новгородских походах.
В 1499 вместе с князем Петром Фёдоровичем Ушатым и князем Семёном Фёдоровичем Курбским вновь ходил третьим воеводою в большой поход на Югорскую землю, на вогуличей, с пятью тысячами устюжан, двинян и вятчан. Они построили на берегу Печоры крепость Пустозерск, отправились на лыжах к Каменному поясу (Урал) и, пройдя 4650 вёрст, достигли городка Ляпина. Здесь к ним съехались местные князьки и присягнули на подданство царю, после чего Югорская земля окончательно была присоединена к Москве. В этом походе Заболотский-Бражник взял 8 укреплённых мест, а другие воеводы — 32. Возвратились в Москву декабре 1499 года, со многими местными князьями и большими трофеями. В феврале 1500 года, на свадьбе дочери великого князя Ивана III Васильевича — княжны Софьи Ивановны и князя Василия Даниловича Холмского был семьдесят вторым в свадебном поезде.
В 1501 году послан третьим воеводою войск на Югорскую землю и сойдясь в городе Усташе с другими воеводами, укрепив сей город, пошли в ноябре к великому Югорскому камню, где проходя узким проходом застали множество самоедов, из коих убив 50 человек, взяли в добычу 200 оленей, пришли на реку Сизву к городу Ляпину, у которого были встречены югорскими князьями с войском, коих разбили и взяли город. Впоследствии ездили по округе на собаках и оленях. В данном походе взяли в плен у вогуличей и остяков 33 города и 1.009 человек лучших людей, да 50 князей, возвратясь в Москву весною 1502 года.
Его сын — дипломат Тимофей Заболоцкий.

## Критика
Является сомнительным, можно ли доверять приведённым в исторических повестях информации в отношении похода 1499 года, или этот поход тождествен с последующим 1501 года. Разные соображения подтверждают это сомнение:
1. Так, об успешном окончании первого похода 1499 года в разрядных книгах ничего не упоминается, наоборот, об этом говорится очень подробно два года спустя в рассказе о втором походе 1501 года. Поэтому очень вероятно, что был всего один поход и что в указанный вторичной записи произошла ошибка.
2. Срок в два года кажется очень коротким для двух таких далёких и трудных походов. Воеводы могли возвратиться из первого похода не ранее 1500 года и едва ли их так быстро, уже на следующий год, послали снова обратно.
3. Невероятно, чтобы одни и те же лица, в данном случае воеводы, посылались в столь короткий промежуток времени дважды в трудные походы. Хотя во втором известии упоминается третий воевода (В. И. Заболоцкий), о котором не говорится в рассказе о первом походе, однако в летописях сказано, что он принимал участие также и в первом походе. В этих же источниках[3] о походе 7007 (1499) говорится, что воевода со своими пленниками возвратились в Москву в марте месяце следующего года, что вполне соответствует рассказу разрядных книг о походе 7009 (1501) года[4].